# كريم أباد (تشاراويماق)
كريم أباد (بالفارسية: کریم‌آباد) هي منطقة سكنية تقع في قسم قوريتشاي الشرقي الريفي في إيران. يقدر عدد سكانها بـ 68 نسمة .